# Polikarpov
Biroul experimental de construcții Polikarpov (în limba rusă: OKB ("Опытное конструкторское бюро" – transliterare: Opîtnoe konstruktorskoe biuro = Birou experimental de construcții)  a fost un centru de proiectare sovietic pentru avioane, acesta a fost condus de Nikolai Polikarpov. După moartea acestuia, 30 iulie 1944 la vârsta de 52 de ani, centrul de design a fost preluat de centrul de design Lavochkin, însă numeroși ingineri au hotărât se mute la Mikoyan-Gurevich (continuând proiectarea primului MiG) și la Sukhoi.

## Creații Polikarpov
- R-1 avion biplan de recunoaștere reconnaissance bazat pe bombardierul britanic  Airco DH.9A
- R-2 avion biplan de recunoaștere bazat pe R-1
- MR-1 hidroavion R-1
- PM-1 (P-2) avion biplan pentru transportul pasagerilor
- Po-2 (U-2) avion biplan pentru uz general
- I-1 (IL-400) avion monoplan de vânătoare (prototip)
- DI-1 (2I-N1) avion biplan de vânătoare, cu două locuri (prototip)
- P-2 avion biplan pentru antrenament (prototip)
- I-3 avion biplan de vânătoare
- R-4 avion biplan de recunoaștere bazat pe R-1
- DI-2 (D-2) avion biplan de vânătoare, cu două locuri
- TB-2 bombardier biplan cu două motoare (prototip)
- R-5 avion biplan de recunoaștere
- P-5 avion ușor biplan pentru transport versiune derivată din R-5
- SSS bombardier ușor derivat din R-5
- R-Z avion biplan de atac la sol derivat din R-5
- PR-5 avion biplan derivat din R-5
- I-5 avion biplan de vânătoare
- I-6 avion biplan de vânătoare
- I-15 avion biplan de vânătoare
- I-16 avion de vânătoare
- I-15-2 sau I-152 (I-15bis) avion biplan de vânătoare
- I-15-3 sau I-153 avion biplan de vânătoare
- Polikarpov I-17 avion de vânătoare
- I-180 avion de vânătoare (prototip)
- I-185 avion de vânătoare (prototip)
- Ivanov avion de atac la sol
- VIT-1 avion de atac cu 2 moatoare
- VIT-2 varianta îmbunatățită a lui VIT-1
- PR-12 avion monoplan derivat din R-5
- SPB bombardier cu 2 motoare derivat din VIT
- I-190 avion biplan de atac derivat din I-153
- TIS (MA) avion de vânătoare cu 2 motoare (prototip)
- ITP (M) avion de vânătoare (prototip)
- NB (T) bobmardier de calsă medie (prototip)
- BDP (S) transport
- MP varianta mai puternică a lui BDP
- Malyutka avion de luptă propulsat de rachetă, la stadiu de proiect. După moartea lui Polikarpov, proiectul a fost abandonat
- Limozin (D) avion de transport ușor abandoned, la stadiu de proiect. După moartea lui Polikarpov, proiectul a fost abandonat
- I-200 (MiG-1) avion de luptă